# 24 (harmadik évad)
A 24 harmadik évadja.

## Cselekmény
| Figyelem: Itt a 24 televíziós sorozat 3. évadjának cselekményét vagy a végkifejletet is olvashatod. |

Az események 3 évvel a 3 közel-keleti országgal esedékes háború megakadályozása után történnek.
A harmadik nap délután 1-kor, azzal kezdődik, hogy egy Cordilla vírussal fertőzött hullát dobnak valakik a Nemzeti Egészségügyi Szolgálat ajtaja elé. (Ezen vírus mutációja különleges, hármas típusú tüdőgyulladást okoz, mely elterjedése halálos járványhoz vezethet.)
Jack eközben egy egyéves, titkos akcióból tér vissza, mely során elkapta Ramón Salazart, egy nagy, drogkereskedő család tagját. Hogy beépülése hiteles legyen, Jacknek heroinnal kellett élnie, amely függéséből e napig sem sikerült kilépnie, és amelyről szinte senki sem tud a környezetében.
Kyle Singer, egy sima, Los Angeles-i suhanc, - az ő véleménye szerint - drogot csempészett át a mexikói határon, Ramón  öccse, Héctor megbízásából... Nem tudja, mibe keveredett.
A CTU kap egy telefont, melyben azzal fenyegetőznek, hogy Amerikára szabadítják a vírust, amennyiben Salazar 6 órán belül nem lesz szabad... Ebbe persze a főnökök nem akarnak csak úgy belemenni, ezért ismét Jacknek kell kezébe vennie a dolgokat, szabályokon és törvényeken át...
A következő 24 órában Jack több áldozatra kényszerül, mint eddigi életében bármikor...
|  | Itt a vége a cselekmény részletezésének! |

## Epizódlista
| EP# | Nyelv     | Cím                                         | Rendező(k) | Forgatókönyvíró(k)            | Első vetítés        | Prod. kód |
| --- | --------- | ------------------------------------------- | ---------- | ----------------------------- | ------------------- | --------- |
| 1   | HUN · USA | 13 és 14 óra között 01:00 p.m. – 02:00 p.m. | Jon Cassar | Joel Surnow és Michael Loceff | – 2003. október 28. | 3AFF01    |
| -   |           |                                             |            |                               |                     |           |
| 2   | HUN · USA | 14 és 15 óra között 02:00 p.m. - 03:00 p.m. |            | és                            | –                   |           |
| -   |           |                                             |            |                               |                     |           |
| 3   | HUN · USA | 15 és 16 óra között 03:00 p.m. - 04:00 p.m. |            | és                            | –                   |           |
| -   |           |                                             |            |                               |                     |           |
| 4   | HUN · USA | 16 és 17 óra között 04:00 p.m. - 05:00 p.m. |            | és                            | –                   |           |
| -   |           |                                             |            |                               |                     |           |
| 5   | HUN · USA | 17 és 18 óra között 05:00 p.m. - 06:00 p.m. |            | és                            | –                   |           |
| -   |           |                                             |            |                               |                     |           |
| 6   | HUN · USA | 18 és 19 óra között 06:00 p.m. - 07:00 p.m. |            | és                            | – 2010.             |           |
| -   |           |                                             |            |                               |                     |           |
| 7   | HUN · USA | 19 és 20 óra között 07:00 p.m. - 08:00 p.m. |            | és                            | –                   |           |
| -   |           |                                             |            |                               |                     |           |
| 8   | HUN · USA | 20 és 21 óra között 08:00 p.m. - 09:00 p.m. |            | és                            | –                   |           |
| -   |           |                                             |            |                               |                     |           |
| 9   | HUN · USA | 21 és 22 óra között 09:00 p.m. - 10:00 p.m. |            | és                            | –                   |           |
| -   |           |                                             |            |                               |                     |           |
| 10  | HUN · USA | 22 és 23 óra között 10:00 p.m. - 11:00 p.m. |            | és                            | –                   |           |
| -   |           |                                             |            |                               |                     |           |
| 11  | HUN · USA | 23 és 24 óra között 11:00 p.m.-12:00 p.m.   |            | és                            | – 2010.             |           |
| -   |           |                                             |            |                               |                     |           |
| 12  | HUN · USA | 0 és 1 óra között 12:00 p.m. - 01:00 a.m.   |            | és                            | –                   |           |
| -   |           |                                             |            |                               |                     |           |
| 13  | HUN · USA | 1 és 2 óra között 01:00 a.m. - 02:00 a.m.   |            | és                            | –                   |           |
| -   |           |                                             |            |                               |                     |           |
| 14  | HUN · USA | 2 és 3 óra között 02:00 a.m. - 03:00 a.m.   |            | és                            | –                   |           |
| -   |           |                                             |            |                               |                     |           |
| 15  | HUN · USA | 3 és 4 óra között 03:00 a.m. - 04:00 a.m.   |            | és                            | –                   |           |
| -   |           |                                             |            |                               |                     |           |
| 16  | HUN · USA | 4 és 5 óra között 04:00 a.m. - 05:00 a.m.   |            | és                            | –                   |           |
| -   |           |                                             |            |                               |                     |           |
| 17  | HUN · USA | 5 és 6 óra között 05:00 a.m. - 06:00 a.m.   |            | és                            | –                   |           |
| -   |           |                                             |            |                               |                     |           |
| 18  | HUN · USA | 6 és 7 óra között 06:00 a.m. - 07:00 a.m.   |            | és                            | –                   |           |
| -   |           |                                             |            |                               |                     |           |
| 19  | HUN · USA | 7 és 8 óra között 07:00 a.m. - 08:00 a.m.   |            | és                            | –                   |           |
| -   |           |                                             |            |                               |                     |           |
| 20  | HUN · USA | 8 és 9 óra között 08:00 a.m. - 09:00 a.m.   |            | és                            | –                   |           |
| -   |           |                                             |            |                               |                     |           |
| 21  | HUN · USA | 9 és 10 óra között 09:00 a.m. - 10:00 a.m.  |            | és                            | –                   |           |
| -   |           |                                             |            |                               |                     |           |
| 22  | HUN · USA | 10 és 11 óra között 10:00 a.m. - 11:00 a.m. |            | és                            | –                   |           |
| -   |           |                                             |            |                               |                     |           |
| 23  | HUN · USA | 11 és 12 óra között 11:00 a.m. - 12:00 a.m. |            | és                            | –                   |           |
| -   |           |                                             |            |                               |                     |           |
| 24  | HUN · USA | 12 és 13 óra között 12:00 a.m. - 01:00 p.m. |            | és                            | –                   |           |
| -   |           |                                             |            |                               |                     |           |

Megjegyzés: a produkciós kódok a TV.com Archiválva 2019. május 20-i dátummal a Wayback Machine-ben honlapjáról származnak.